# 발티카

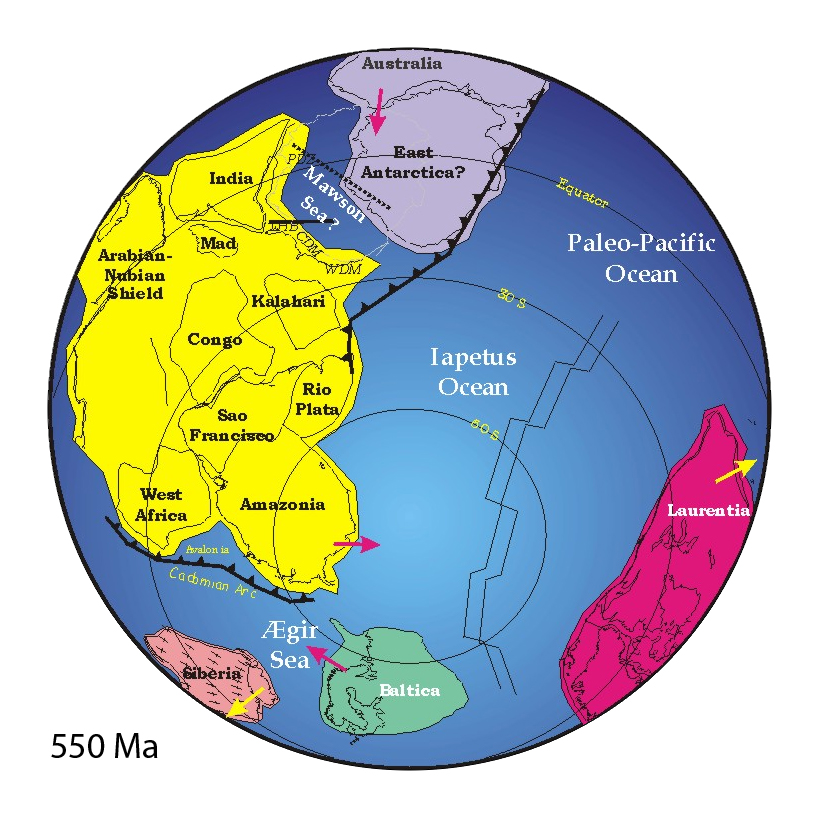
5억 5천년 전 발티카(초록색)

발티카 대륙(Baltica)은 원생대 후반에서 고생대 초기에 있었던 것으로 추측되는 대륙판이다. 현재는 유라시아 대륙의 북서부를 구성하고 있는 동부 유럽대륙괴에 포함되어 있었다. 초기 발티카 대륙은 18억년 전 무렵에 발생한 것으로 생각된다. 동부 유럽대륙괴를 구성하고 있는 세그먼트와 대륙은 지구상의 다른 위치에 위치하고 있었다. 발티카 대륙은 때로 독립적인 대륙으로, 때로는 초기 초대륙의 일부로 존재하고 있었다.

## 역사
- - 18억년 전, 발티카는 중요한 초대륙 콜롬비아의 일부였다.
- - 15억년 전, 발티카는 북극대륙( Arctica, 로렌시아 순상지와 시베리아 탁상지에 해당한다)와 동남극 대륙괴(East Antarctica)와 함께 약간 작은 초대륙인 누나 대륙을 구성하고 있었다.
- - 11억년 전 초대륙 로디니아의 일부였다.
- - 7억 5천년 전, 약간 작은 초대륙 프로토로라시아 (Proto * - Laurasia )의 일부였다.
- - 6억년 전, 주요 초대륙 판노티아의 일부분이었다.
- - 캄브리아기, 발티카는 대륙으로 독립.
- - 데본기, 발티카는 로렌시아 대륙과 충돌, 약간 작은 초대륙이 유라메리카 대륙을 형성했다.
- - 페름기, 모든 주요 대륙은 다른 대륙과 충돌, 판게아를 형성한다.
- - 쥬라기, 판게아 두 초대륙은 로라시아 대륙과 곤드와나 대륙으로 분열, 발티카는 로라시아의 일부가 된다.
- - 백악기, 발티카는 유라시아 대륙의 일부가 된다.
- - 현재 발티카는 다소 작은 초대륙인 아프리카 유라시아 대륙의 일부를 이루고 있다.
- - 2억 5000만 년 후 모든 대륙이 서로 판게아 울티마 초대륙 또는 아메이시아 초대륙을 형성하고 발티카도 그 일부가 된다.
- - 4억년 후, 판게아 울티마(아메이지아)는 분열하지만, 어떻게 분열하고, 또한 발티카가 어느 대륙의 일부가 될 것인지는 그 누구도 알 수 없다.

## 같이 보기
- 발트 순상지
- 발트 판